# Sint-Menaskerk
De rooms-katholieke parochiekerk Sint-Menas is een neoromaans kerkgebouw in het stadsdeel Koblenz-Stolzenfels van de Duitse stad Koblenz. Sinds 2002 maakt de kerk deel uit van het UNESCO-werelderfgoed Middenrijn. Ten noorden van de Alpen is dit het enige godshuis dat Menas van Alexandrië als beschermheilige heeft.

## Geschiedenis
De kerk werd in de jaren 1826-1833 gebouwd naar ontwerp van de Koblenzer architect Johann Claudius von Lassaulx op de plaats van een aan de heilige Menas gewijde kerk uit 1328. De muurschilderingen werden in 1844 door Johann Adolf Lasinsky uitgevoerd; deze werden echter later overgeschilderd. In 1907 voorzag de Lahnsteiner schilder M. Adler de kerk van een aantal wandschilderingen met Bijbelse voorstellingen. In 1968 volgde een renovatie en herinrichting van de kerk. Er kwamen nieuwe banken en een nieuw altaar, maar ook de beschilderingen van Adler werden overgekalkt. In 1981 herstelde men dit en werden de beschilderingen weer tevoorschijn gehaald. Ook ontdekte men in de centrale boognissen achter het altaar resten van de eerste beschildering van Lasinsky.

## Interieur
De kerk herbergt een aantal voorwerpen die ouder zijn dan het gebouw zelf, zoals een uit het jaar 1500 daterende buste van de heilige Veronica met zweetdoek, een doopvont, gotische ramen, een pestkruis, een 16e-eeuws beeld van de heilige Sebastiaan en een 16e-eeuwse Madonna met Kind. Aan de linkerkant van de kerk staat een beeld van de heilige martelaar Menas, gekleed als Romeins soldaat. De voorzitter van de Societé d´Archéologie Copte uit Caïro schonk aan de enige Menaskerk noordelijk van de Alpen ampullen uit de 4e/5e eeuw met olie die een helende werking zouden hebben.

## Afbeeldingen

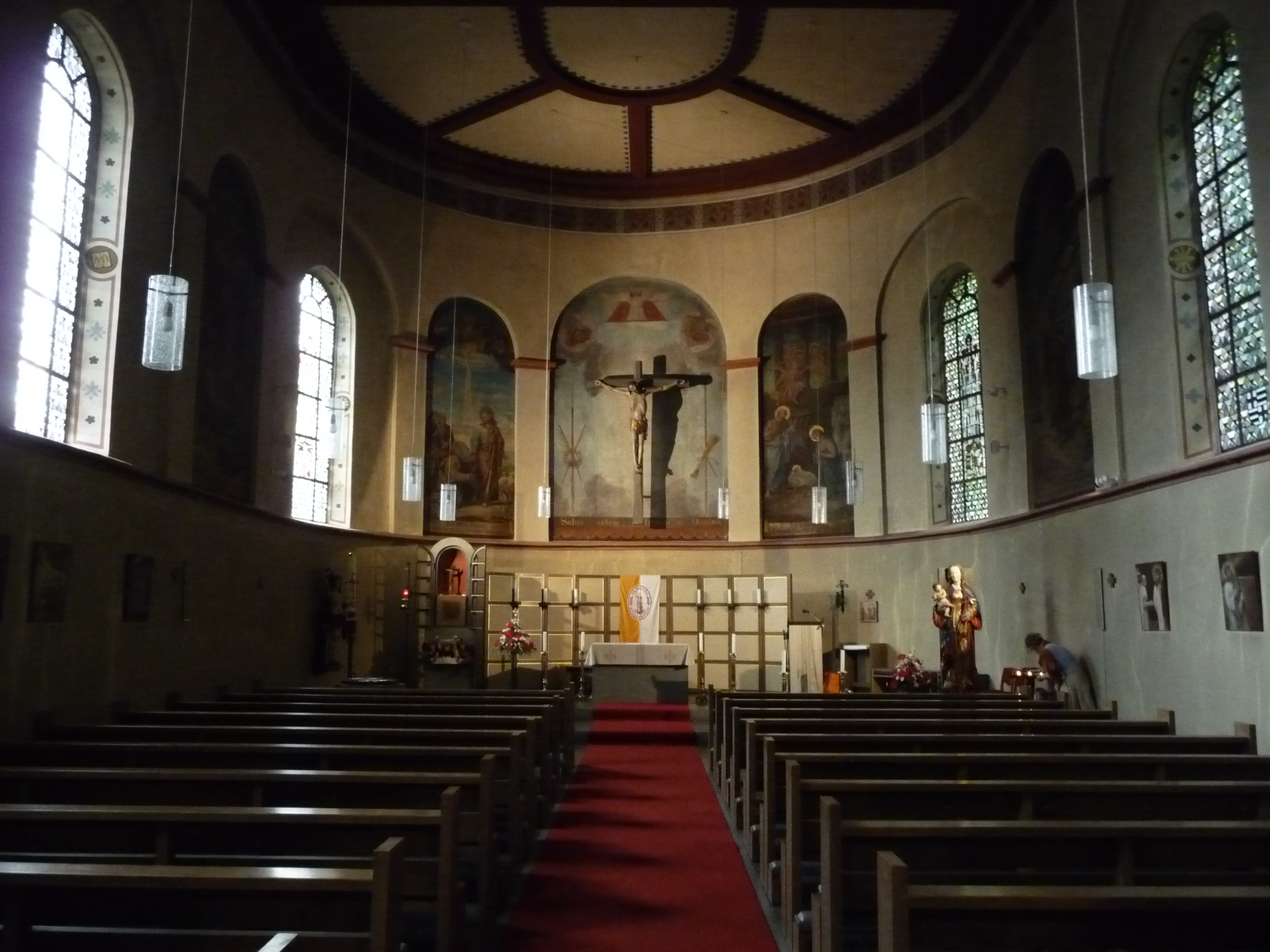
Interieur
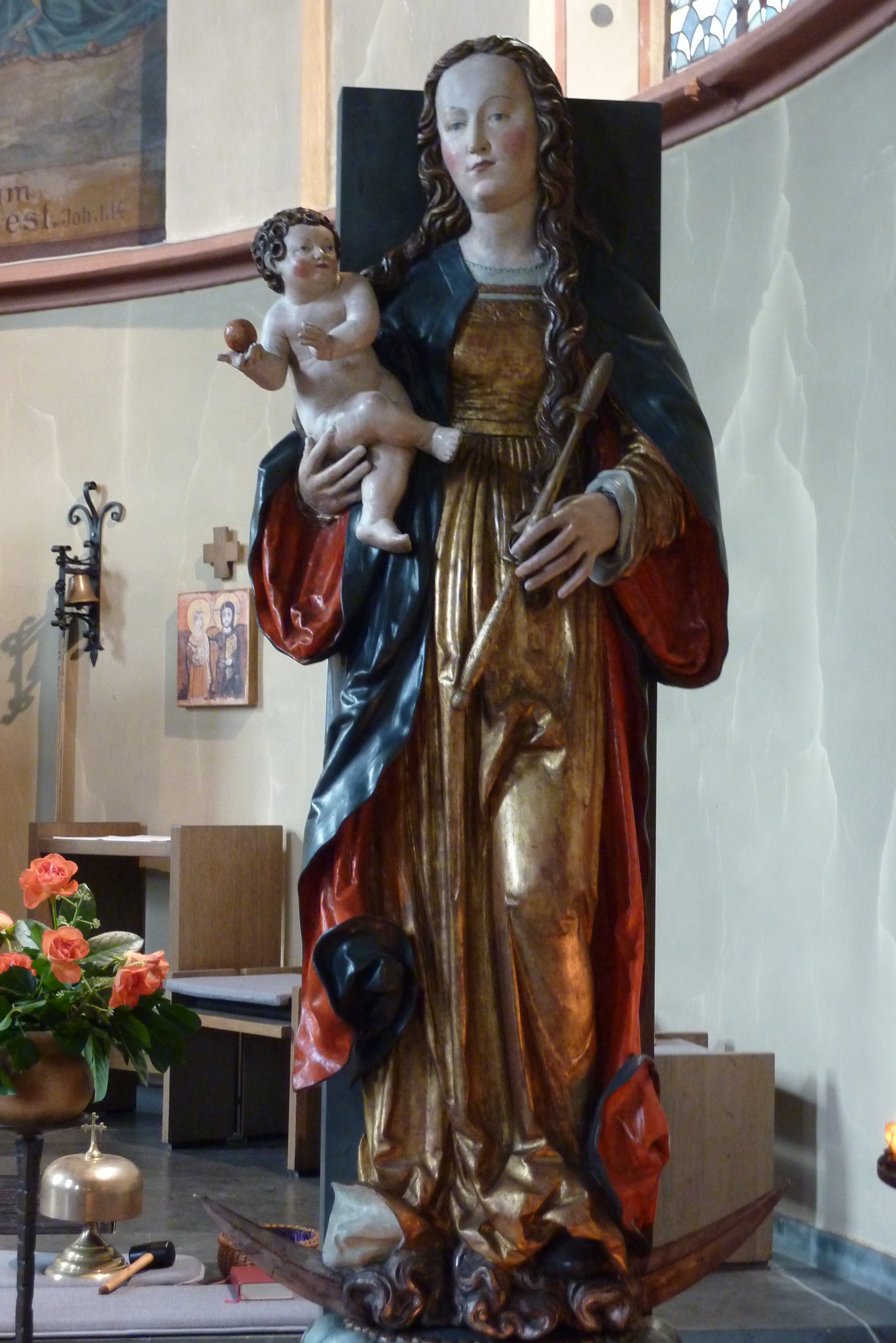
Madonna met Kind